# Demy Trausch
Demy Trausch (* 21. September 1900 in Wiltz; † 11. Juni 1945 ebenda) war ein luxemburgischer römisch-katholischer Geistlicher und Märtyrer.

## Leben
Demy (Dominique) Trausch wurde 1900 in Selscheid (heute Ortschaft der Gemeinde Wiltz) als Sohn eines Landwirts geboren. Er studierte am Priesterseminar der Stadt Luxemburg und wurde 1929 zum Priester geweiht. Er wirkte zuerst als Vikar in Kuborn, heute Ortschaft der Gemeinde Wahl, und dann als Pfarrer in Asselborn.
Unter der deutschen nationalsozialistischen Besatzung wurde er als Patriot denunziert, von der Gestapo verhaftet und kam über die Gefängnisse Diekirch und Luxemburg in das KZ Hinzert und weiter in das KZ Dachau. Dort erlebte er die Befreiung am 29. April 1945, war aber bereits todkrank und starb am 11. Juni 1945 im Alter von 44 Jahren in seinem Heimatort.